# Pesadilla plateada
Pesadilla plateada (Nightmare in Silver) es el decimotercer episodio de la séptima temporada moderna de la serie británica de ciencia ficción  Doctor Who, emitido el 11 de mayo de 2013. Fue escrito por Neil Gaiman y dirigido por Stephen Woolfenden.
El episodio está protagonizado por Matt Smith como el Undécimo Doctor y Jenna-Louise Coleman como Clara Oswald. Aparecen los Cybermen, tras su última aparición en el episodio Hora de cerrar.

## Argumento
El Undécimo Doctor lleva a Clara y a los niños que ésta cuida, Angie y Artie, al planeta Hedgewick, donde hay un parque temático extraterrestre. Sin embargo, el parque esta clausurado, bajo ocupación militar. Usando su papel psíquico y un pase dorado, el Doctor convence a la capitán Alice Ferring de que es un embajador que busca al emperador, y ella les permite quedarse.
Webley, un andrajoso showman que se esconce de los soldados, lleva a los cuatro a "El Mundo de las Maravillas de Webley", una colección de rarezas de la galaxia que exhibe en su nave espacial estrellada. Varios Cybermen desactivados son inofensivas piezas de museo, puesto que fueron derrotados y exterminados miles de años atrás. Webley propone un penique imperial a quien consiga ganar a uno de ellos al ajedrez, pero el Doctor descubre que el que opera al destartalado Cyberman es Porridge, un campeón de ajedrez con enanismo.
Tras disfrutar de varias atracciones del parque, Clara pide volver a casa. No obstante, el Doctor decide quedarse, pues sospecha de unos insectos que infestan el parque. Los bichos resultan ser Cybermites, que reactivan los Cybermen, quienes raptan a Webley, Angie y Artie, para instalar circuitos en sus cabezas.
La capitana y su pelotón fueron declarados incompetentes y permanecen exiliados en el planeta como castigo, incapaces de defender el imperio. Porridge explica a Clara que los Cybermen fueron derrotados sólo cuando el Imperio destruyó una galaxia vastamente poblada, lo que hizo que los artefactos autodrestructivos fuesen las únicas armas realmente eficaces contra los humanoides metálicos. El Doctor pone a Clara al mando de las tropas, alertándola de que no les deje destruir el planeta, mientras él rescata a Angie y Artie. Clara ordena emplazarse en la mejor posición defensiva, un castillo falso con foso y puente levadizo.
El Doctor encuentra a Angie y Artie en "stand by" y a Webley convertido en un cyborg. Los Cybermen se han reunido en Hedgewick para, secretamente, convertirlo en el planeta "Cyberia", secuestrando gente para su transformación. Pretenden usar a los niños como Cyber-controladores por su cerebro imaginativo, sin embargo, el cerebro del Doctor les es mucho más útil.
Utilizando una nueva cyber-conversión, que les permite asimilar cualquier forma de vida orgánica, los cybermites infectan al Doctor. La Uber-conciencia Cyberman "Cyber-Planificador" (que se refiere a sí mismo como Sr. Inteligente), toma el control de la mitad del cerebro del Doctor. Cuando éste le amenaza con regenerarse, Inteligente accede a jugar una partida de ajedrez con el Doctor por el control de su cerebro de Señor del Tiempo.
De vuelta en el castillo, Clara se encuentra con que poseen pocas armas: un gran cañón anti-Cyberman, cinco pulsos de mano (desactivan los Cybermen si se les aplica el pulso tras la cabeza) y una bomba destructora de planetas. Retira el interruptor manual de la bomba y ordena a Alice que no utilice la activación verbal de la bomba. Sin embargo, Alice decide desobedecer la orden justo antes de morir a manos de un Cyberman. Clara decide lanzar una ofensiva y el pelotón derrota al Cyberman.
El Doctor desactiva temporalmente a Inteligente con su ticket dorado y se reúne con Clara y las tropas, pidiéndoles que le aten para que pueda seguir su partida de ajedrez. Advierte de que miles de unidades Cybermen están reviviendo y Inteligente no les dejará irse de allí con vida. Haciéndose pasar por el Doctor, Inteligente engaña a Clara y consigue quitarle el detonador manual para posteriormente destruirlo y ordenar al ejército Cybermen que ataque el castillo.
El Doctor se marca un farol ante Inteligente, diciéndole que le derrotara en tres movimientos. Inteligente desconecta los tres millones de Cybermen para utilizarlos con el objetivo de aumentar su capacidad de procesamiento y ganar la partida. Clara y el pelotón escapan del cyber-ejército y el Doctor utiliza uno de los pulsos de mano para expulsar a Inteligente de su mente.
No obstante, el ejército Cybermen se reactiva. Angie desvela que Porridge es el Emperador, pues lo ha reconocido del penique imperial. Porridge, que nunca quiso ser el Emperador Luden Zimrog, usa su voz para activar la bomba y teletransporta a todo el mundo a su nave nodriza, que se aleja del planeta mientras explota.
Porridge, impresionado por la belleza e inteligencia de Clara, le propone matrimonio, aunque ella lo rechaza amistosamente, pues no tiene interés en gobernar la galaxia.
De vuelta en la Tierra, el Doctor se despide de Clara y los niños. Mientras tanto, Porridge confirma con un escaneado de los restos del planeta que no hay rastro de cyber-tecnología y ordena a la nave de vuelta a su hogar. Sin embargo, un pequeño Cybermite ha sobrevivido a la explosión.

### Continuidad
Webley llama a su Cyberman jugador de ajedrez, "la 699ª maravilla del universo". Esto es una referencia a Death to the Daleks, donde el Doctor dijo que la ciudad de Exxilon era una de las 700 maravillas del universo. Tras su destrucción, comenta que el universo tendrá que "conformarse con 699 maravillas."
La figura del Cyber-planificador apareció por primera vez en The Wheel in Space y The Invasion, aunque en estos casos se trataba de un dispositivo mecánico estacionario. La idea de que los Cybermen están extintos del universo también es una parte importante de la trama de The Moonbase (1967), The Tomb of the Cybermen (1967) y Revenge of the Cybermen (1975). El Doctor menciona a los Cybermats, vistos anteriormente en The Tomb of the Cybermen, The Wheel in Space, Revenge of the Cybermen y Hora de cerrar, de la serie moderna.
El Doctor cuenta al Cyber-Planificador que versiones primigenias de los sistemas operativos de los Cybermen podían ser perturbadas por el oro o productos de limpieza. La debilidad de los Cybermen al oro fue mostrada por primera vez en Revenge of the Cybermen y durante The Moonbase, los acompañantes del Doctor Ben y Polly hacen una mezcla de productos de limpieza que es utilizado para dañar la unidad pectoral de los Cybermen. Las Cyber-tumbas aparecen en The Tomb of the Cybermen (1967) y Attack of the Cybermen (1985). El poder mental de los Cyberman sobre los humanos fue mostrado en The Moonbase, donde los científicos que operaban el Gravitron eran controlados remotamente por los Cybermen invasores, usando implantes de cerebro.
Los Cybermen de la serie moderna aparecieron en La ascensión de los Cybermen, creados en un universo alternativo. Gaiman explicó en una entrevista que los "Cybus" Cybermen y los Cybermen de Mondas se unieron entre ellos para crear una nueva variedad de Cybermen.
Cuando Clever se encuentra dentro de la cabeza del Doctor pueden verse todas sus anteriores encarnaciones, incluida la secuencia de regeneración entre la décima y la undécima vista en El fin del tiempo. Bajo el control del Cyber-Planificador, el Doctor imita el acento del Noveno Doctor para decir su frase característica "¡fantástico!", así como la del Décimo Doctor "Allons-y".
Se puede ver en la habitación donde los niños se echan a dormir uno de los muñecos que salieron riéndose en El complejo de Dios, episodio de la sexta temporada.

## Producción

### Desarrollo
El guionista principal y show runner Steven Moffat contactó con Neil Gaiman para que escribiera un episodio de la séptima temporada, pidiéndole que hiciera que los Cybermen "den miedo otra vez". El novelista había escrito previamente el episodio La mujer del Doctor, que ganó un Premio Hugo. Gaiman tomó como referencia los seriales clásicos The Moonbase y The Tomb of the Cybermen (1967) y decidió "tomar los Cybermen de los 60 e incorporarles todo lo que les ha sucedido desde entonces". Gaiman también declaró que el episodio trataba sobre "identidad, responsabilidad y gachas de avena (N.d.T: porridge en inglés, un juego de palabras con el nombre del personaje de Warwick Davis)".
El episodio cuenta con varias estrellas invitadas: Warwick Davis, Tamzin Outhwaite y Jason Watkins, que interpretan a una banda de inadaptados. Davis declaró estar "emocionado" de estar en Doctor Who, especialmente en un episodio sobre Cybermen escrito por Gaiman.

### Rodaje
En este episodio se introdujo un rediseño de los Cybermen, pues se introdujeron por primera vez en la serie moderna a los Cybermen originales de Mondas de la serie clásica en vez de los presentados en el episodio La ascensión de los Cybermen, que provenían de un universo paralelo. Nicholas Briggs volvió a prestar su voz para las criaturas, y declaró que estos nuevos Cybermen "no hablarán demasiado" y que su voz iba a ser "terrorífica". La filmación tuvo lugar en noviembre de 2012, en Castell Coch. Durante este tiempo, se localizó una copia del guion en un taxi en Cardiff con el título The Last Cyberman (El último Cyberman), que posteriormente se cambió. Finalmente el guion perdido fue devuelto a la BBC.